# مون‌موث (ایلینوی)
مون‌موث، ایلینوی (به انگلیسی: Monmouth, Illinois) یک شهر در ایالات متحده آمریکا با جمعیت ۹٬۲۴۴ نفر است که در ایلی‌نوی واقع شده‌است.